# Die drei Musketiere (Operette)
Die drei Musketiere ist ein Singspiel in zwei Akten (15 Bildern) von Ralph Benatzky, das sowohl mit der Operette als auch der Revue und dem Musical verwandt ist. Der Komponist selbst bezeichnete sein Werk als „Spiel aus romantischer Zeit mit Musik von gestern und heute“. Das Libretto verfassten Rudolph Schanzer und Ernst Welisch und basiert auf Motiven des gleichnamigen Romans von Alexandre Dumas dem Älteren. Uraufführung war am 31. August 1929 im Großen Schauspielhaus in Berlin. Dabei wirkten u. a. Trude Hesterberg, La Jana, Max Hansen und Joseph Schmidt mit. Das Stück erlebte 2006 am Theater Nordhausen, 2008 am Volkstheater Rostock und 2009 am Stadttheater Gießen eine erfolgreiche Renaissance.

## Orchester
Zwei Flöten, eine Oboe, zwei Klarinetten, drei Saxophone, ein Fagott, drei Hörner, drei Trompeten, drei Posaunen, eine Harfe, ein Klavier, Schlagwerk und Streicher

## Bühnenbilder
Erster Akt: Bild 1 (Vorspiel): Straße in Paris; Bild 2: Zimmer des Kardinals; Bild 3 (erstes Zwischenspiel): Straße vor der Mauer; Bild 4: Hof einer Soldatenschenke; Bild 5 (zweites Zwischenspiel): Straße vor der Mauer; Bild 6: Vorraum des königlichen Schlafzimmer; Bild 7 (drittes Zwischenspiel): Straße vor der Mauer; Bild 8: Heerlager – Zeltstadt
Zweiter Akt: Bild 9: Park; Bild 10 (viertes Zwischenspiel): Lager der Zigeuner; Bild 11: Schmugglerhafen; Bild 12 (fünftes Zwischenspiel): Vorhang mit Bild einer Mühle; Bild 13: Innenraum einer Mühle; Bild 14 (sechstes Zwischenspiel): Abgelegene Straße; Bild 15: Großer Saal

## Handlung
„Einer für alle – alle für einen“ ist das Leitmotiv der drei Musketiere d’Artagnan, Porthos und Aramis. Sie kämpfen nicht, um Reichtum zu erlangen, sondern nur für Recht und Ehre. Besonders verhasst ist ihnen Kardinal Mazarin, der das Amt des Innenministers ausübt. Er ist kein Haar besser als sein Vorgänger Richelieu, der auch schon seine Leibwache oft rücksichtslos gegen das Volk vorgehen ließ. Der regierenden Königin hingegen sind die drei Musketiere treu ergeben.
Königin Anna ist zugetragen worden, dass d’Artagnan gegen das von ihr erlassene Duell-Verbot verstoßen hat. Sie lädt ihn vor ihren Thron, um dem Sünder einen Rüffel zu erteilen; doch als sie sieht, was für ein fescher Bursche der Musketier ist, verzeiht sie ihm nicht nur gnädiglich, sondern händigt ihm auch noch einen Siegelring aus. Aus dem geplanten Rüffel wird nur noch die sanfte Bitte, er möge sich künftig nicht mehr duellieren.
Auch Königin Anna kann ihren Minister-Kardinal nicht leiden. Zwar sähe sie es gerne, wenn er sein Amt verlöre, aber sein Einfluss ist zu groß, um ihn gewaltsam stürzen zu können.
Der Kardinal will seine Nichte Manon, die gerade in Paris weilt, in sein Ränkespiel einbeziehen. Doch diese ist nicht so naiv, auf den Plan ihres Onkels hereinzufallen. Um d’Artagnan in eine Falle zu locken, beauftragt der Kardinal seine Geliebte Leona de Castro, ihn zu einem Duell zu provozieren. Leona begibt sich – verkleidet als Junker – in die Lieblingsschenke der drei Musketiere. Sie schilt über dieses und jenes; aber die Musketiere bleiben gelassen. Erst als Leona in ihren Tiraden die Königin zu beleidigen beginnt, platzt d’Artagnan der Kragen. Er zieht seinen Degen und geht auf sie los. Wie verabredet erscheint just in diesem Moment der Kardinal. Sofort will er den Duellisten verhaften lassen. Als aber dieser den Siegelring der Königin zeigt, erkennt der Kardinal, dass sein Plan gescheitert ist.
Wer gedacht hat, der Kardinal würde nun klein beigeben, irrt sich. So schnell wirft er die Flinte nicht ins Korn. In Pater Ignotus hat er einen willfährigen Helfer gefunden. Verkleidet als Bettler von St. Eustache versucht er, das Volk gegen die Königin aufzuwiegeln. Schließlich ist sie eine geborene Spanierin! Deshalb geht er davon aus, dass sie beim Volk unbeliebt ist. Zunächst scheint auch alles so zu laufen, wie er es geplant hat; aber mit Hilfe der drei Musketiere gelingt es Königin Anna, das Volk wieder zu beruhigen.
Um die Beziehungen Frankreichs mit ihrem Heimatland Spanien zu verbessern, plant Königin Anna, ihren Sohn Ludwig XIV. mit der Infantin von Spanien zu vermählen. Dazu ist es zwar jetzt noch zu früh, weil die beiden Auserkorenen noch Kinder sind, aber der erste Schritt – die Verlobung – kann ja schon mal in die Wege geleitet werden. Sie übergibt d’Artagnan ein Dokument, das er dem spanischen König überbringen soll. Gemeinsam machen sich die drei Musketiere auf den Weg.
Die Königin hat zwar nur einen kleinen Kreis in ihre Pläne eingeweiht, aber dies reichte aus, dass auch der Kardinal Wind von der Sache bekam. In seinem Auftrag hat Leona eine Zigeunerbande rekrutiert, die nun versucht, den Musketieren aufzulauern, um ihnen den Brief zu rauben. Alles scheint wie geplant zu laufen: Der Überfall glückt; der Brief fällt in Leonas Hände. Doch als sie ihn dem Kardinal übergibt, muss dieser feststellen, dass es sich nur um eine wertlose Kopie handelt. Inzwischen ist es den Musketieren gelungen, das Original dem rechtmäßigen Empfänger zu überbringen. Der Verlobung Ludwigs XIV. mit der spanischen Thronanwärterin steht nichts mehr im Wege.